# Attila Valter
Attila Valter (Csömör, Hungria, 12 de junho de 1998) é um ciclista profissional húngaro que compete na equipe Visma-Lease a Bike.

## Palmarés
2019
- 1 etapa do Istrian Spring Trophy
- Campeonato da Hungria Contrarrelógio
- 3º no Campeonato da Hungria em Estrada
- Grande Prêmio de Gemenc I
- 1 etapa do Tour de l'Avenir[1]

## Equipas
- Pannon Cycling Team (2018)
- CCC Development Team (2019)
- CCC Team[2] (2020-)